# Das Fotomodell
Das Fotomodell (Original: Model Shop) ist ein US-amerikanischer Spielfilm des Regisseurs Jacques Demy.

## Handlung
Ende der 1960er-Jahre in Los Angeles spielend, zeigt der Film einige Tage aus dem Leben des 26-jährigen Architekten George Matthews. Er ist arbeitslos und verschuldet, seine in der Wohnung lebende Freundin, die aufstrebende Schauspielerin Gloria, will sich von ihm trennen, und sein Auto steht kurz vor der Rücknahme, da er die Kaufraten nicht mehr zahlen kann.
Er geht zu Freunden, um sich 100 Dollar zu borgen, und sieht dabei eine schöne ausländische Frau in einem weißen Cabrio, der er bis zu einem Haus in den Hügeln folgt. Später, auf der Straße sieht er die Frau wieder und folgt ihr erneut. Sie betritt ein Geschäft, den titelgebenden Model Shop, in dem Kunden erotische Fotos machen können, und er bucht eine Sitzung mit ihr. Sie interessiert sich aber nicht für seine Aufmerksamkeit. Als er seine Eltern anruft, erfährt er, dass seine Kündigung eingetroffen ist. Außerdem muss er sich in der nächsten Woche zum Militärdienst melden.
Zu Hause findet er heraus, dass seine Freundin Gloria einen Job bei einem neuen Verehrer gefunden hat, der am Abend mit ihr ausgeht. Besessen von der rätselhaften Ausländerin kehrt er in den Model Shop zurück und bucht eine weitere Sitzung mit ihr. Sie sagt ihm nun, dass sie Französin sei, Cécile heiße, aber unter dem Namen Lola arbeite. Sie wurde von ihrem Ehemann Michel für eine Spielerin namens Jackie Demaistre verlassen und versucht, genug Geld zu verdienen, um nach Frankreich zu ihrem Sohn zurückzukehren.
Beide verbringen anschließend eine Nacht in Lolas Wohnung und sprechen über ihre gescheiterten Träume. Durch die Unterhaltung finden sie die Kraft, weiterzuleben, und George gibt ihr das Geld, das er sich geliehen hat. Am nächsten Morgen, als er nach Hause kommt, findet er Gloria beim Packen, die jetzt plötzlich ausziehen will. Er ruft Lola an, aber ihre Mitbewohnerin sagt ihm, sie sei an diesem Morgen nach Paris geflogen. Während des Gesprächs entfernt draußen ein Abschleppwagen sein Auto. Er sagt der Mitbewohnerin: „Ich wollte ihr nur sagen, dass ich sie liebe. Ich wollte, dass sie weiß, dass ich wieder neu anfangen werde. Es klingt dumm, ich weiß. Aber ein Mensch kann es immer wieder versuchen.“

## Hintergrund
Bereits in seinem Film Lola, das Mädchen aus dem Hafen (1961) ließ Demy eine von Anouk Aimée gespielte Lola auftreten.

## Zitate des Films in anderen Filmen
In der Fernsehserie Mad Men, die in den 1960er Jahren spielt, ist ein kurzer Auszug aus dem Film zu sehen, und zwar in der Staffel 7, Folge 3, mit dem Titel Ausflüge (Field Trip). Die Hauptfigur Don Draper sieht den Film dort in einem Kino, da die gezeigte Situation seine eigene widerspiegelt: Dons Ehe mit der angehenden Schauspielerin Megan, die gerade nach Los Angeles zog, ist gescheitert.
Zitate aus dem Film enthält auch die von Jakob Dylan produzierte Dokumentation Echo in the Canyon, in der die Pop-Musik im Mittelpunkt steht, die in den 1960er Jahren im Laurel Canyon entstand. 